# Вьяпр-ле-Пети
Вьяпр-ле-Пети́ (фр. Viâpres-le-Petit) — коммуна во Франции, находится в регионе Шампань — Арденны. Департамент — Об. Входит в состав кантона Мери-сюр-Сен. Округ коммуны — Ножан-сюр-Сен.
Код INSEE коммуны — 10408.
Коммуна расположена приблизительно в 130 км к востоку от Парижа, в 50 км юго-западнее Шалон-ан-Шампани, в 30 км к северу от Труа.

## Население
Население коммуны на 2008 год составляло 125 человек.
| 1962 | 1968 | 1975 | 1982 | 1990 | 1999 | 2008 |
| ---- | ---- | ---- | ---- | ---- | ---- | ---- |
| 79   | 95   | 106  | 96   | 93   | 107  | 125  |

## Экономика
В 2007 году среди 69 человек в трудоспособном возрасте (15—64 лет) 57 были экономически активными, 12 — неактивными (показатель активности — 82,6 %, в 1999 году было 75,0 %). Из 57 активных работали 53 человека (30 мужчин и 23 женщины), безработных было 4 (1 мужчина и 3 женщины). Среди 12 неактивных 2 человека были учениками или студентами, 4 — пенсионерами, 6 были неактивными по другим причинам.